# 硬齒鴨嘴獸科
硬齒鴨嘴獸科（學名：Steropodon )是史前單孔類或產卵哺乳動物的科。它包含兩個物種，硬齒鴨嘴獸，生活在大約 105 到 9330 萬年前 (mya) 的早白堊紀到晚白堊世時期。它們是被發現的最古老的單孔類動物其中兩種，它們也是澳大利亞發現的最古老的哺乳動物。
硬齒鴨嘴獸科下只有兩個屬，包括硬齒鴨嘴獸屬及泰诺脊齿兽属。這兩個屬被編入同一科中的原因是其下臼齒十分相似，因此而被視為有同一祖先。

## 特徵
硬齒鴨嘴獸
硬齒鴨嘴獸的化石只有一個蛋白石化的顎骨及三顆臼齒，於澳洲新南威爾斯閃電山脊發現。牠是中生代最大的哺乳動物，約有40-50厘米長。下臼齒長約5-7毫米，闊3-4毫米，而其他中世代的哺乳動物臼齒只有1-2毫米長。牠的臼齒像獸亞綱的三尖齒，但牠沒有下內錐，且上臼齒沒有原尖。